# Canon EOS 100D
Canon EOS 100D — цифровой зеркальный фотоаппарат серии EOS компании Canon, предназначенный для любителей. Стал самым компактным и лёгким зеркальным фотоаппаратом с матрицей формата APS-C.
Анонсирован 21 марта 2013 года, по своим характеристикам близок представленному тогда же EOS 700D, однако отличается меньшей скоростью съёмки, монофоническим микрофоном и жёстко встроенным ЖК-экраном. Используется тот же тип аккумуляторной батареи, что и для беззеркального фотоаппарата EOS M — LP-E12.
Фотоаппарат имеет байонет EF-S, совместимый с объективами EF-S и EF, оснащён чувствительным к прикосновению экраном и обладает возможностью видеосъёмки в формате Full HD.
Поступил в продажу в апреле 2013 года, рекомендуемая розничная цена в США — 650 долларов за версию без объектива и 800 долларов — за комплект с новым объективом EF-S 18-55mm f/3.5-5.6 IS STM, что на 100 долларов дешевле аналогичных комплектов с фотоаппаратом EOS 700D.
Доступен вариант данной модели в белом исполнении. Для сочетания с ним были также выпущены объективы EF-S 18-55mm STM  и EF 40mm  в корпусе из белого пластика.

## Ключевые особенности

### Матрица
Фотоаппарат оснащён КМОП-матрицей размером 22,3 × 14,9 мм (кроп-фактор 1,6) с разрешением 18 млн пикселей, которая используется во множестве моделей семейства EOS начиная с 7D (осень 2009 года). Возможна съёмка в форматах RAW (14 бит, только с максимальным разрешением), JPEG (5 вариантов разрешения) и RAW + JPEG. В режиме Live View возможна съёмка с пропорциями кадра не только 3:2, но и 4:3, 16:9 и 1:1.
Благодаря тому, что часть пикселей матрицы используется для фокусировки методом разности фаз, возможна более быстрая автофокусировка в режиме Live View и при съёмке видео. Система гибридной автофокусировки улучшена по сравнению с Canon EOS M и Canon EOS 700D.

### Видеосъёмка
Съёмка видео возможна с разрешением до 1920 × 1080 и частотой кадров 29,97, 25 или 23,976 кадров/с. При съёмке с разрешением 1280 × 720 частота кадров может составлять 59,94 и 50 кадров/с. Также возможна съёмка с разрешением 640 × 480 и частотой 30 или 25 кадров/с.
У фотоаппарата имеется встроенный монофонический микрофон и динамик. Возможно подключение внешнего стереомикрофона с разъёмом 3,5 мм.

## Отличия от Canon EOS 700D
EOS 100D очень близок по своим характеристикам фотоаппарату EOS 700D, представленному одновременно с ним.

### Корпус
Canon EOS 100D стал самым компактным и лёгким цифровым зеркальным фотоаппаратом с матрицей формата APS-C, сменив в этом качестве уже снятые с производства модели «Пентакс»: K-m и K-x. По сравнению с EOS 700D он уже короче на 16 мм, ниже на 9 мм и тоньше на 9 мм, при этом весит (вместе с аккумуляторной батареей) на 163 г. меньше.
Упрощены органы управления, расположенные на задней панели: кнопка Q совмещена с кнопкой SET, вынесены в меню функции управления режимами работы затвора и автофокусировки, балансом белого и и цветовыми профилями. Существенно уменьшен выступ под правую руку, применены иные материалы отделки корпуса.
Экран имеет тот же размер и тоже чувствителен к прикосновению, но в отличие от 700D, он не поворотный, а встроенный. Ведущее число вспышки уменьшено с 13 до 9,4, а угол охвата соответствует объективу с фокусным расстоянием 18 мм, в то время как у 700D — объективу 17 мм. Вместо встроенного стереомикрофона используется моно. У 100D незначительно больше увеличение видоискателя: 0,87 вместо 0,85.
Используется более компактный и лёгкий тип аккумуляторной батареи, LP-E12 — тот же, что и у Canon EOS M. Ёмкость этой батареи на 20 % меньше, чем у LP-E8, и согласно тестам, она может сделать 380 снимков (без вспышки, при нормальной температуре) вместо 440.

### Электроника
По сравнению с 700D упрощён модуль автофокусировки: если у старшей модели все 9 датчиков являются крестовыми, то есть могут реагировать как на вертикальные, так и на горизонтальные контрастные объекты, то у 100D таковым является лишь центральный датчик. Кроме того, у обеих моделей центральный датчик имеет повышенную чувствительность при светосиле объектива 1:2,8 или выше, но у 100D повышенная чувствительность датчика проявляется только для вертикально ориентированных объектов.
Максимальная скорость съёмки уменьшена с 5 до 4 кадров в секунду. При этом появились два режима тихой съёмки: покадровый и серийный, со скоростью 2,5 кадра в секунду. Из-за уменьшенной скорости съёмки у 100D несколько выше количество снимков, которое можно снять в серии на максимальной скорости: 28 вместо 22 в формате JPEG (настройки Large/Fine), 7 вместо 6 в формате RAW и 4 вместо 3 в формате RAW + JPEG. При съёмке на карту с поддержкой UHS-I, согласно собственным измерениям компании, количество снимков JPEG в серии может достигать 1140, в то время как у 700D — лишь тридцати.
Система гибридной автофокусировки, использующая часть пикселей матрицы для фокусировки методом разности фаз, улучшена по сравнению с EOS M и EOS 700D.

## Комплект поставки
Canon EOS 100D предлагается в трёх основных вариантах комплектации:
- без объектива (артикул 8574B001 в Японии, 8575B001 в США, 8576B001 в Европе),
- с объективом EF-S 18-55mm F3.5-5.6 IS STM (8574B002 в Японии, 8575B003 в США, 8576B005 в Европе),
- с двумя объективами: EF-S 18-55mm F3.5-5.6 IS STM и 55-250mm F4-5.6 IS II (8574B004 в Японии).

Возможные варианты комплектации зависят от страны.
Также в комплект поставки входят: литий-ионная аккумуляторная батарея LP-E12 и зарядное устройство для неё (LC-E12 со встроенной вилкой или LC-E12E с кабелем питания — в зависимости от страны), шейный ремень EW-300D, наглазник Ef, USB-кабель IFC-130U, а также документация и программное обеспечение на компакт-дисках.

## Награды
Canon EOS 100D стал лауреатом премии TIPA (Technical Image Press Association) в номинации «лучший цифровой зеркальный фотоаппарат начального уровня» (Best Digital SLR Entry Level, 2013).